# Vitolo
Víctor Machín Pérez (Las Palmas, 2 november 1989) – alias Vitolo – is een Spaans voetballer die doorgaans als vleugelspeler speelt. Hij tekende in juli 2017 een contract tot medio 2022 bij Atlético Madrid, dat circa €37.500.000,- voor hem betaalde aan Sevilla. Vitolo debuteerde in 2015 in het Spaans voetbalelftal.

## Clubcarrière
Vitolo debuteerde op 28 augustus 2010 voor UD Las Palmas in de Segunda División tegen Gimnàstic de Tarragona. Op 11 september 2011 scoorde hij zijn eerste profdoelpunt tegen AD Alcorcón. Op 27 november 2010 scheurde hij zijn voorste kruisbanden in zijn rechterknie in een competitiewedstrijd tegen Rayo Vallecano, waardoor hij een streep moest maken over de rest van het seizoen. In zevenentachtig competitiewedstrijden scoorde hij zesentwintig doelpunten voor de club uit zijn geboortestad.
Op 28 juni 2013 tekende hij een in eerste instantie vierjarig contract bij Sevilla FC, dat €3.000.000,- betaalde voor de vleugelspeler. Op donderdag 12 maart 2015 maakte Vitolo het snelste doelpunt ooit in de UEFA Europa League. Hij schoot in het duel tussen Sevilla FC en Villarreal CF al na dertien seconden raak op aangeven van Kevin Gameiro. Met zijn treffer verbrak hij het oude record van de Argentijn Ismael Blanco, die in 2009 voor AEK Athene na vijftien seconden het net vond tegen BATE Borisov.
Vitolo won met Sevilla in zowel 2013/14, 2014/15 als 2015/16 de UEFA Europa League. De Spaanse club was daarmee de eerste in de geschiedenis die dit toernooi drie keer achter elkaar won. Vitolo was een van zes spelers die in alle drie die jaren deel uitmaakte van de ploeg, samen met Vicente Iborra, Kevin Gameiro, José Antonio Reyes, Daniel Carriço en Coke.
Vitolo tekende in juli 2017 een contract tot medio 2022 bij Atlético Madrid. Dat betaalde circa €37.500.000,- voor hem aan Sevilla. Omdat Atlético vanwege een transferverbod feitelijk geen spelers mocht aantrekken in de zomer van 2017, verhuurde het Vitolo direct tot januari 2018 aan UD Las Palmas.

## Clubstatistieken
| Seizoen | Club            | Competitie       | Competitie | Competitie | Beker | Beker | Internationaal | Internationaal | Totaal | Totaal |
| Seizoen | Club            | Competitie       | Wed.       | Dlp.       | Wed.  | Dlp.  | Wed.           | Dlp.           | Wed.   | Dlp.   |
| ------- | --------------- | ---------------- | ---------- | ---------- | ----- | ----- | -------------- | -------------- | ------ | ------ |
| 2010/11 | Las Palmas      | Segunda División | 10         | 1          | 0     | 0     | —              | —              | 10     | 1      |
| 2011/12 | Las Palmas      | Segunda División | 36         | 10         | 0     | 0     | —              | —              | 36     | 10     |
| 2012/13 | Las Palmas      | Segunda División | 41         | 15         | 3     | 0     | —              | —              | 44     | 15     |
| 2013/14 | Sevilla         | Primera División | 29         | 4          | 0     | 0     | 16             | 4              | 45     | 8      |
| 2014/15 | Sevilla         | Primera División | 28         | 6          | 2     | 0     | 11             | 3              | 41     | 9      |
| 2015/16 | Sevilla         | Primera División | 28         | 2          | 6     | 1     | 12             | 2              | 46     | 5      |
| 2016/17 | Sevilla         | Primera División | 30         | 6          | 2     | 0     | 8              | 0              | 40     | 6      |
| 2017/18 | Atlético Madrid | Primera División | —          | —          | —     | —     | —              | —              | 0      | 0      |
| 2017/18 | → Las Palmas    | Primera División | 9          | 1          | 2     | 0     | —              | —              | 11     | 1      |
| 2017/18 | Atlético Madrid | Primera División | 14         | 1          | 3     | 1     | 6              | 1              | 23     | 3      |
| 2018/19 | Atlético Madrid | Primera División | 20         | 0          | 3     | 1     | 4              | 0              | 27     | 1      |
| 2019/20 | Atlético Madrid | Primera División | 2          | 1          | 0     | 0     | 0              | 0              | 2      | 1      |
| Totaal  | Totaal          | Totaal           | 247        | 47         | 21    | 3     | 57             | 10             | 325    | 60     |

Bijgewerkt op 26 augustus 2019

## Interlandcarrière
Vitolo maakte zijn debuut in het Spaans voetbalelftal op 31 maart 2015 in een oefeninterland in en tegen Nederland. Door doelpunten van Stefan de Vrij en Davy Klaassen werd met 2–0 verloren. In de rust mocht hij van bondscoach Vicente del Bosque invallen voor de op dat moment vijftigvoudig international Pedro Rodríguez (Barcelona). Naast Vitolo maakte ook Juanmi (Málaga) zijn debuut voor Spanje in dit duel. In juni speelde Vitolo in twee duels mee; tegen Costa Rica (2–1 winst) verving hij debutant Aleix Vidal in de rust en tegen Wit-Rusland viel hij opnieuw in voor Pedro Rodríguez.
| Interlands van Vitolo voor Spanje | Interlands van Vitolo voor Spanje | Interlands van Vitolo voor Spanje | Interlands van Vitolo voor Spanje | Interlands van Vitolo voor Spanje | Interlands van Vitolo voor Spanje | Interlands van Vitolo voor Spanje |
| №                                 | Datum                             | Wedstrijd                         | Uitslag                           | Competitie                        | Goals                             |                                   |
| Als speler bij Sevilla            | Als speler bij Sevilla            | Als speler bij Sevilla            | Als speler bij Sevilla            | Als speler bij Sevilla            | Als speler bij Sevilla            | Als speler bij Sevilla            |
| --------------------------------- | --------------------------------- | --------------------------------- | --------------------------------- | --------------------------------- | --------------------------------- | --------------------------------- |
| 1                                 | 31 maart 2015                     | Nederland – Spanje                | 2 – 0                             | Vriendschappelijk                 |                                   |                                   |
| 2                                 | 11 juni 2015                      | Spanje – Costa Rica               | 2 – 1                             | Vriendschappelijk                 |                                   |                                   |
| 3                                 | 14 juni 2015                      | Wit-Rusland – Spanje              | 0 – 1                             | EK 2016 kwalificatie              |                                   |                                   |

Bijgewerkt op 16 december 2015.

## Erelijst
| Competitie         |            |                           |            |            |
| Competitie         | Aantal     | Jaren                     |            |            |
| Sevilla FC         | Sevilla FC | Sevilla FC                | Sevilla FC | Sevilla FC |
| ------------------ | ---------- | ------------------------- | ---------- | ---------- |
| UEFA Europa League | 3x         | 2013/14, 2014/15, 2015/16 |            |            |
| Atlético Madrid    |            |                           |            |            |
| UEFA Europa League | 1x         | 2017/18                   |            |            |
| UEFA Super Cup     | 1x         | 2018                      |            |            |
| Primera División   | 1x         | 2020/21                   |            |            |